# Knud Siboni
Knud Erik Siboni (født 23. december 1929 i Skive, død 18. januar 2022 i Odense) var en dansk mikrobiolog, og var professor på Odense Universitet fra 1969 til 1999. Han lagde navn til bakterien Morganella morganii, subspecies Sibonii.

## Specialet "Klinisk mikrobiologi", oprettet 1966
Han var foregangsmand i det lægelige speciale "Klinisk Mikrobiologi", som tidligere var forbeholdt Statens Serum Institut og centrallaboratorierne på de større syghuse, men nu har alle regioner klinisk mikrobiologiske afdelinger, hvorfra der er et tæt samarbejde mellem klinikere og bakteriologer om antibiotisk behandling til gavn for den enkelte patient og til gavn for økologien, idet man altid vælger det mest smalspektrede effektive antibiotikum med henblik på at undgå resistens.

## Tidligere overforbrug af tetracyklin
I 1960'erne og 1970'erne brugte man meget tetracyklin, som er meget bredspektret, til urinvejsinfektioner, og mange bakterier blev resistente, blandt andre Proteus (nu kaldet Morganella) morganii. I mikroskopet havde den resistente bakterie en meget lang flagel (pisk), og Siboni mente, at der var tale om en ny subspecies (underart), hvor tetracyklinresistens og flagellængde var koblet genetisk. Dette blev bekræftet af andre i 1992 med molekylærbiologiske metoder.

## Undervisning og forskning
Endelig prægede han gennem sin undervisning nyuddannede læger fra Odense Universitetets start og 30 år frem. De nuværende 4 overlæger på afdelingen har alle skrevet doktorafhandling eller PhD-afhandling under hans ledelse.
Han var Ridder af 1. grad af Dannebrogordenen.